# Espaces naturels de Picardie
Les espaces naturels de Picardie sont extrêmement variés : coteaux calcaires, larris, zones humides (dont mares, étangs, tourbières, prairies alluviales, landes acides, cavités souterraines…), massifs dunaires, massifs forestiers… d'un grand intérêt car abritant de nombreuses espèces animales et végétales, très rares, vulnérables ou menacées. Plus de 150 de ces sites (soit ~ 10 000 ha) sont étudiés, gérés ou surveillés par le Conservatoire d'espaces naturels de Picardie. 

## Sites naturels protégés du département de l'Aisne
En juin 2005, le Conservatoire des sites naturels de Picardie (aujourd'hui  Conservatoire d'espaces naturels de Picardie), missionné par le Conseil général de l'Aisne avait recensé 155 sites naturels sensibles dans lesquels des mesures de protection étaient à prendre.
Réserve naturelle nationale (RNN) - Réserve naturelle régionale (RNR)
- Chartèves : Réserve naturelle régionale du coteau de Chartèves (RNR 164)

- Saint-Quentin : Réserve naturelle nationale des Marais d'Isle (RNN 58)

- Versigny : Réserve naturelle nationale des Landes de Versigny (RNN 124)

- Vesles-et-Caumont : Réserve naturelle nationale du marais de Vesles-et-Caumont (RNN 134)

- Forêt domaniale de La Haye-d'Aubenton et Bois de Plomion, (ZNIEFF 220 013 441)

Autres sites
- Le Marais de la Souche
- La vallée de la Muze

- Bichancourt : Moyenne vallée de l'Oise
- Cessières : Le Mont des Veaux
- Chermizy-Ailles : Les pelouses
- Chevregny : Le Mont Bossu
- Coincy : La lande de la Hottée du Diable
- Lerzy : Le bocage du vallon de Lerzy
- Liesse : Le Marais de Saint-Boëtien
- Manicamp : Moyenne vallée de l'Oise
- Quierzy : Moyenne vallée de l'Oise
- Saint-Gobain : Forêt domaniale
- Saint-Michel-en-Thiérache : Forêt domaniale
- Samoussy : Forêt domaniale
- Vauclair : Forêt domaniale
- Verdilly : Le Domaine de Barbillon
- Villers-Cotterêts : Forêt de Retz (forêt domaniale)

## Sites naturels protégés du département de l'Oise
Le Conseil général de l'Oise a adopté en 2007 un schéma départemental des Espaces naturels sensibles en partenariat avec le Conservatoire d'espaces naturels de Picardie, l'Office national des forêts (ONF) et le Parc naturel régional Oise-Pays de France qui a permis de dresser l'inventaire des 244 Espaces naturels sensibles (ENS) du département, dont 66 d'intérêt départemental. 
Réserve naturelle nationale (RNN) - Réserve naturelle régionale (RNR)
- Allonne : Les Grands Prés d'Allonne
- Amblainville : Marais du Rabuais
- Bailleval : Montagne du Moulin et de Berthaut
- Berneuil-en-Bray : Bocage brayon de Berneuil en Bray
- Béthisy-Saint-Pierre : Bois de l'Isle - Forêt de Compiègne
- Blacourt : Prairies, landes et bois humides du Bas-Bray, Landes de Lachapelle aux Pots
- Bonneuil-en-Valois : Haute Vallée de l'Automne
- Bornel: Coteaux de Puiseux et de Bornel
- Boury-en-Vexin: Massif boisé d'Hérouval
- Bresle : Marais tourbeux de Bresle
- La Chapelle-en-Serval :
- Chelles : Coteau de la Roche Polet
- Coivrel : Butte de Tricot et Coivrel
- Coye-la-Forêt : Coteaux de Comelle et de la Troublerie
- Coye-la-Forêt : Marais de la Troublerie
- Cuts : Coteau de Belle-Fontaine et Bois de Cuts
- Élincourt-Sainte-Marguerite : Etangs, Massif de Thiescourt/Attiche et Bois de Ricquebourg
- Espaubourg : Bocage brayon de St-Aubin-en-Bray
- Fontaine-Bonneleau : Larris de la Vallée Vacquerie
- Fouquenies : Coteau du Thérain
- Le Gallet : Butte du Gallet
- Gouy-les-Groseillers : Coteau du Fond de l'Hortoy
- Grandru :Massif forestier de Beine
- Hardivillers : Les Vignes
- Lamorlaye : Marais du Lys
- Lannoy-Cuillère : Bois de Varambeaumont
- Lavilletertre : Vallées de la Viosne et d'Arnoye
- Levignen : Bois du Roi/Enclave communale
- Marolles : Vallée de l'Ourcq de Marolles à Mareuil-sur-Ourcq
- Marseille-en-Beauvaisis : Bois et Larris de la Vallée Bailly
- Monchy-Saint-Eloi : Pelouses et zones humides de Monchy-Saint-Eloi
- Montjavoult : Bois Houtelet
- Mortefontaine : Prairie de Charlemont/La Roche Pauvre
- Mory-Montcrux : Vallée Saint-Marc
- Moulin-sous-Touvent : Coteau de Moulin- sous-Touvent
- Nampcel : Vallon du coteau du Trou Henri
- Neufvy-sur-Aronde : Vallée Crayeuse de Lataule
- Noailles : Pelouses et bois de la Cuesta Sud du Pays de Bray
- Noyon : Prairies inondables de l'Oise d'Appilly à Sempilly
- Orrouy : Coteaux de l'Automne de Saint-Sauveur à Gilocourt
- Orry-la-Ville : Carrefour du Crochet de Coye
- Orry-la-Ville : Pelouse calcicole de Comelle et abords
- Orry-la-Ville : Pelouse calcicole de La Borne blanche et abords
- Plailly : Landes du Parc Astérix    )
- Le Plessier-sur-Bulles : Larris du Cul de Lampe
- Pimprez : Vallée alluviale de l'Oise
- Pont-Sainte-Maxence : Boucle de Pontpoint
- Quincampoix-Fleuzy : Les Larris de Gourchelles, Romescamps et Quincampoix-Fleuzy
- Rainvillers : Prairies alluviales de l'Avelon
- Reilly : Haute Vallée du Réveillon
- Roberval : Vallon de Roberval et Noël-Saint-Martin
- Sacy-le-Grand : Marais de Sacy
- Saint-Germer-de-Fly : Marais de Brétel et Vallée de l'Epte
- Saint-Maur : Coteau d'Ecorchevache, Bois des Pleurs, Verte Fontaine
- Saint-Maximin : Coteaux de Vaux et de Laversines
- Saint-Omer-en-Chaussée : Vallée de Villers, Bois de Belloy et de Varde
- Saint-Paul : Massif forestier du Haut Bray et Bois de Crêne
- Saint-Pierre-es-Champs : Réserve naturelle régionale des Larris et Tourbières de Saint-Pierre-es-Champs (RNR 11)
- Saint-Pierre-es-Champs : Mont Sainte-Hélène, Mont de Répis et Communaux de Montel
- Sommereux :Vallée du Puits et Côte de Laverrière
- Thury-en-Valois : Basse Vallée de la Grivette
- Tourly : Sources de la Garenne de Tourly
- Verberie : Gravières et Landes de la Basse et Haute Queue

## Sites naturels protégés du département de la Somme
Le département de la Somme possède plusieurs espaces naturels d'importance nationale sur le littoral de la Manche. Le Conseil départemental de la Somme, avec le concours du Conservatoire des sites naturels de Picardie (aujourd'hui, Conservatoire d'espaces naturels de Picardie) s'efforce de protéger et de mettre en valeur une cinquantaine d'Espace naturels sensibles (~ 5 000 ha).
- Parc naturel marin des estuaires picards et de la mer d’Opale, créé le 11 décembre 2012

Réserve naturelle nationale (RNN)  - Réserve naturelle régionale (RNR)
- Réserve naturelle de la Baie de Somme (RNN 118)
- Abbeville : Marais de La Bouvaque
- Ailly-sur-Noye : La Vallée Grand-Mère
- Ailly-sur-Somme : Le Marais de Tirancourt
- Beauval : Le Bois de Milly
- Belloy-sur-Somme : Le Marais
- Bernay-en-Ponthieu : Marais de la Maye
- Berteaucourt-lès-Thennes :  Marais communaux
- Blangy-Tronville : Le Grand Marais de La Queue (ZNIEFF n° 80 VDS 112)
- Bourdon : Marais des Cavins
- Bourdon : Le Marais du Château
- Boves : Etang Saint-Nicolas
- Boves : Le Mamont
- Boves : Réserve naturelle nationale de l'Étang Saint-Ladre (RNN 40)
- Breilly : Le Marais de Tirancourt
- Cahon : Marais communal
- Cappy : Marais communaux
- La Chaussée-Tirancourt : Marais de La Chaussée
- La Chaussée-Tirancourt : Marais de Tirancourt
- La Chaussée-Tirancourt : Vallée de l'Acon
- Chipilly : Les Montagnes
- Chirmont : La Mûche
- Cléry-sur-Somme : Marais
- Condé-Folie : Larris
- Condé-Folie : Le Marais de l'Eauette
- Corbie : Étangs de La Barette
- Doullens : Les souterrains de la citadelle
- Dury : Le Fond Mont Joye
- Eclusier-Vaux : Etang de la Chaussée-Barrage
- Eclusier-Vaux : Marais communaux
- Eclusier-Vaux : Notre-Dame de Vaux, La Montagne d'Eclusier-Vaux
- Epagne-Epagnette : Marais communaux
- Famechon : Friche calcicole de la Gare
- Feuillères : Marais
- Fignières : Le Larris du Brûlé
- Frise : L'Etang
- Frise : La Montagne de Frise
- Gauville : Le Larris du Berger
- Grand-Laviers : Le Larris du Mont Eteuil
- Grattepanche : Le Fort
- Grattepanche : La Montagne des Grès
- Grouches-Luchuel : Larris
- Guizancourt : La Montagne
- Hailles : Marais
- Hangest-sur-Somme : Larris
- Hiermont : La Mûche
- Hornoy-le-Bourg : La Croix Madelaine
- Inval-Boiron : Larris
- Lafresguimont-Saint-Martin : Larris de Blangiel
- Lanches-Saint-Hilaire : La Vallée du Chêne
- Long : Marais des Communes
- Longpré-les-Corps-Saints : Marais d'Eaulette
- Longpré-les-Corps-Saints : Les Prés à Pions
- Mareuil-Caubert : Etang Le Maçon
- Mareuil-Caubert : La Genoive
- Mareuil-Caubert : La Lourde Queue
- Le Mazis : Larris
- Méricourt-sur-Somme : Marais des Villes
- Morcourt : Marais communal
- Moreuil : Marais de Génonville
- Nampont : Marais du Pendé
- Nampont : Pâture de la Chausséette
- Noyelles-sur-Mer : le marais de Sailly-Bray
- Péronne : Marais de Halles
- Picquigny : Marais
- Pont-Rémy : Le Pâtis
- Quend : Massif dunaire du Marquenterre
- Le Quesne : Larris
- Regnière-Ecluse : Marais de la Maye
- Saint-Aubin-Montenoy : La Montagne de Montenoy  (ZNIEFF de type 1)
- Saint-Aubin-Rivière : Larris
- Saint-Fuscien : Le Fond Mont Joye
- Saint-Valery-sur-Somme : Le Bois Houdant
- Thennes : Marais communaux
- Thézy-Glimont : Le Marais
- Vaux-sur-Somme : Étangs de La Barette
- Vaux-sur-Somme : Larris communal
- Villers-sous-Ailly : Larris de la Vallée de Bouchon
- Villers-sur-Authie : Marais du Pendé

### Autres espaces naturels

#### Littoral
- La Baie d'Authie (Conservatoire de l'espace littoral et des rivages lacustres)
- Cayeux-sur-Mer : le Hâble-d'Ault, Zone naturelle d'intérêt écologique, faunistique et floristique (Z.N.I.E.F.F.) n° 2 200 049 771.
- Mers-les-Bains : Le bois de Rompval
- Fort-Mahon-Plage : La dune de l'Authie
- Fort-Mahon-Plage : La dune du Royon

#### Espaces forestiers
- Forêt de Beaucamps-le-Jeune (forêt domaniale)
- Forêt de Crécy (forêt domaniale)
- Forêt de Creuse (forêt domaniale)
- Bois de Frémontiers (bois de la ville d'Amiens)
- Bois Magneux et Bois de Fau-Timon (bois de la ville d'Amiens)

#### Vallées
- Basse vallée de la Somme
- Amiens : Les Hortillonnages
- La vallée de la Vimeuse
- La vallée du Liger
- La vallée des Évoissons
- La Coulée verte (vallée de la Selle)

#### Prairies
- Liercourt : Les prairies de Liercourt
- Nesle-l'Hôpital : Les prairies
- La Traverse du Ponthieu